# Soline (Mljet)
Soline falu Horvátországban, Dubrovnik-Neretva megyében. Közigazgatásilag Mljethez tartozik.

## Fekvése
Dubrovnik városától légvonalban 60 km-re északnyugatra, községközpontjától légvonalban 15, közúton 18 km-re nyugatra, a Mljet szigetének nyugati részén, a déli oldalon, a Mljet Nemzeti Park területén, a Montokuc-hegy alatt, a Veliko Jezero (Nagy-tó) bejáratának közelében, a Solini-csatorna északi partján fekszik. 

## Története
A 12. század közepén a raškai uralkodók terjesztették ki uralmukat a szigetre, mely a zahumljei herceg fennhatósága alá került. Az akkori herceg Deša 1151-ben a szigetet a pulsanói bencéseknek adományozta. Először csak három szerzetes érkezett ide Pulsanóból, akik a Sutmiholji mezőn telepedtek meg. A sziget addigi lakatlan nyugati részén a Veliko jezero tóban fekvő kis a Sveta Marija-szigeten 1177-ben kezdtek hozzá kolostoruk és templomuk építéséhez, melyet idővel erődített kolostorrá építettek ki. A kolostorban főként gazdag raguzai nemesi családok fiai laktak. A kolostor központja volt a korabeli írásbeliségnek és tudományos életnek, ahol a raguzai kulturális élet kiválóságai alkottak. A szerzetesek a sziget uraiként hűbérúri jogokat is gyakoroltak. 
A Mljet-sziget kolostoron kívüli nyugati része a 18. század végéig lényegében lakatlan volt., a bencések a 18. század végéig megakadályozták állandó lakosság letelepedését. A kolostor minden évben hat földművest és hat pásztort jelölt ki, akik az adott évben a sziget nyugati részén éltek, de a végleges letelepedést megtiltották. Ez az állapot 1793-ig tartott, mikor a bencések hozzájárultak néhány babino poljei földműves letelepedéséhez, akik a kolostor tulajdonában levő marhákat őrizték. A Solini-csatorna elején a sekély tengervízben természetes medencék keletkeztek, ahol a bencések sólepárló telepet alakítottak ki. Az itt termelt sót aztán értékesítették. A később kialakult település ezekről a sótelepekről kapta a nevét. A bencések ide érkezésekor a Veliko Jezero még igazi tó volt. A tavat és a Solini-csatornát összekötő árok kiásásával a tó vize a tengervízzel keveredett és a csatornában erős tengeráramlás alakult ki. Az áramlás annyira erős volt, hogy a bencések malmot is építettek ide. A mai Soline lényegében csak 1825-ben keletkezett, amikor a Sršen család ide telepedett le. Ma mintegy 25 lakos él itt. A lakosság főleg halászattal és turizmussal foglalkozik.

## Népesség
A település lakosságát a legutóbbi időkig Goveđarihoz számították. Hozzávetőleges adatok szerint számuk ma 25 körülire tehető.

## Fordítás
Ez a szócikk részben vagy egészben  a   Soline (Mljet) című horvát Wikipédia-szócikk ezen változatának fordításán alapul.  Az eredeti cikk szerkesztőit annak laptörténete sorolja fel. Ez a jelzés csupán a megfogalmazás eredetét és a szerzői jogokat jelzi, nem szolgál a cikkben szereplő információk forrásmegjelöléseként.